# Palmerston North
Palmerston North je město na jihu Severního ostrova Nového Zélandu, hlavní město regionu Manawatu-Wanganui. Ve městě žilo v červnu 2018 zhruba 88 700 obyvatel.